# تولاليب
قبائل التولاليب (Tulalip) يعيشون في محمية تولاليب للسكان الأصليون في واشنطن، وهي قبيلة معترف بها من قبل الشعوب الأصلية لساليش (Salish) الجنوبية والوسطى التي تقع على الساحل الشمالي غرب المحيط الهادئ، وهم عبارة عن عدة قبائل وهي: الدوميش (Duwamish)، سنوهومش (Snohomish)، سنوكالمي (Snoqualmie)، سكاجيت (Skagit)، سوياتل (Suiattle)، ساميش (Samish)، ستيلاجواميش (Stillaguamish)، حيث تقع هذه القبائل في وسط منطقة بوجيت ساوند في واشنطن. وفي تشرين الثاني عام 2002، انتخب زعيم تولاليب جون ماكوي للسلطة التشريعية في ولاية واشنطن، حيث أنه كان الزعيم الوحيد من السكان الأصليون في المجلس التشريعي، وفي عام 2012 انتخبت التولاليب زعيما أخر للقبيلة، وفي خريف عام 2016، العديد من السكان الأصليين في جميع انحاء البلاد تقدموا للحصول على مقاعد في المجلس التشريعي للولاية.

## أصل التسمية
مصطلح تولاليب ويعود إلى كلمة Snohomish والتي تعني الخليج على شكل محفظة، وقد استخدم هذا المصطلح في عام 1855 من أجل وصف القبائل التي انضمت معا على محمية تولاليب التي انشأة بموجب معاهدة مع الحكومة الاتحادية.

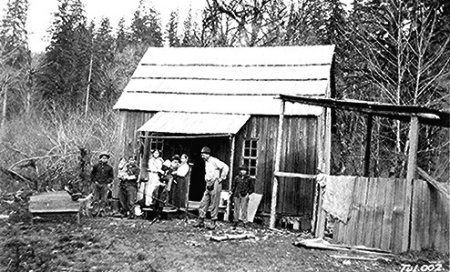
عائلة من تولاليب امام منزلهم في المحمية عام 1916

## المحمية
تم إنشاء محمية التولاليب بمعاهدة نقطة إليوت (Treaty of Point Elliot) في عام 1855 بأمر من الرئيس الأمريكي يولوسيس غرانت (Ulysses S. Grant)، حيث كانت المحمية عبارة عن 22000 فدان، وتقع على ميناء سوزان في مقاطعة سنوهوميش الغربية، المتاخمة للحدود الغربية لمدينة ماريسفيل (Marysville)، وتبلغ مساحة المحمية حوالي 35.3 ميل مربع، أي ما يعادل 91.3 كيلو متر مربع، وعدد سكان المحمية حسب تعداد عام 2000 حوالي 9246 نسمة، يقيمون داخل حدود المحمية، وأكبر مجتمع لها هو خليج التولاليب.
كما أنه يوجد في المحمية مدرسة ماريسفل (Marysville) والتي تخدم كل من المدينة والمحمية، ومن أجل استيعاب اعداد السكان المتزايدة، تم افتتاح في عام 2008ثلاثة مدارس جديدة تشبه البناء التقليدي، واصبحت تسمى هذه المباني بحرم ماريسفيل الثانوية، ويضم الحرم قسم للتراث، وقسم للفنون والتكنولوجيا، بالإضافة إلى مدرسة متوسطة، وتتشارك هاتان المدرستان الثانويتان في صالة الألعاب الرياضية والمركز العام.

## الاقتصاد
انشأت القبيلة قرية كويل سيدا (Quil Ceda Village) ضمن المحمية، كما أنها قامت بتطوير حديقة تجارية لتوفير فرص العمل والدخل الضريبي للقبيلة، وذلك كخطوة لتنويع اقتصادها، وعلى طول شارع انترستات 5 السريع يقع فندق خاص بالقبيلة، وهو عبارة عن فندق كامل مكون من 12 طابق، ويضم كازينو الألعاب الأول للقبيلة، وكويل كازينو، وتولاليب كازينو.
كما أنه في عام 2004، وقعت القبيلة اتفاقا مع تشيلسي الملكية لتطوير مركز للتسوق في المحمية. واتفقت الشركة على تطوير 100-120 متجرا على مساحة 47 فدانا من الأراضي بالقرب من كازينو القبيلة ومجمع كويل سيدا للأعمال. وفي عام 2005 افتتح مركز التسوق سياتل بريمسيوم اوتليت (Seattle Premium Outlet)، كما أنه تم فتح مجموعة متنوعة من المطاعم.
وفي أغسطس عام 2011 فتحت القبيلة مركز هبولب الثقافي بمساحة 23000 قدم مربع، ما يعادل 2100 متر مربع، حيث يضم المركز معارض لتاريخ تولاليب، التحف، مستودع الأثار، ومكتبة البحوث.

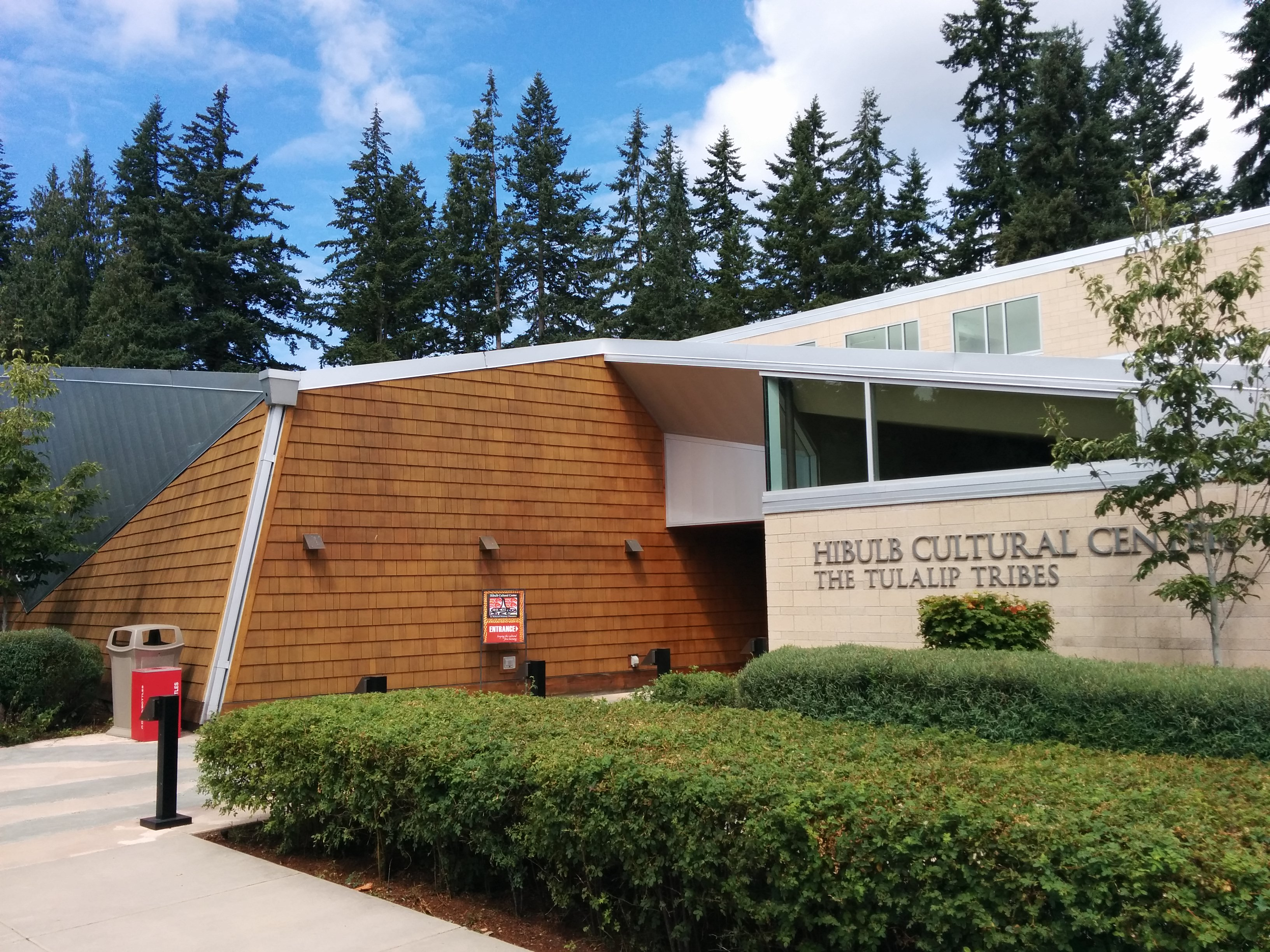
مركز هبولب الثقافي

## المجتمعات
1. كاثان (Cathan).
2. بحيرة جون سام (John Sam Lake).
3. الكاهن نقطة (Priest Point).
4. قرية كويل سيدا (Quil Ceda Village).
5. كنيسة شاكر (Shaker Church).
6. معبر ستيملسون (Stimson Crossing).
7. خليج تولاليب (Tulalip Bay).
8. بحيرة والوب (Weallup Lake).

## سلطة الحكم (الحكومة)
يقع مقر قبائل تولاليب في محمية تولاليب بولاية واشنطن، تخضع القبيلة لحكم سبعة أشخاص حيث يتم انتخاب المجلس بطريقة ديمقراطية وكل عضو في المجلس يقوم بأداء أدوار وظيفية محددة كضباط وأعضاء مجلس إدارة وغيرها من الامور، كما أن قبائل تولاليب حددت قواعد خاصة بها لاختيار العضوية للقبيلة والتي تستند على قائمة التعداد السكاني لقبائل تولاليب الصادرة بتاريخ 1 يناير من عام 1935، بحيث يجب على مقدمي طلب العضوية الجدد إثبات النسب من الأشخاص الواردة أسمائهم على قائمة التعداد السكاني في تلك الفترة وأن ابائهم كانوا من سكان محمية تولاليب في وقت ولادتهم، أي أنها لا تتطلب ان يكون هناك رابطة دم.
موظفون الإدارة الحالية هم كالتالي:
1. الرئيس: ماري زاكوس.
2. نائب رئيس مجلس الإدارة: تيري جويين.
3. أمين الصندوق: ليس باركس.
4. السكرتيرة: تيريزا شيلدون.
5. أعضاء مجلس الإدارة: بوني جونيو، ملفين شيلدون الابن، جاليد باركس.

## النظام القضائي
«مشروع تجريبي لشركة فاوا عام 2013»
وقد أكد رأي الأغلبية في المحكمة العليا الأمريكية بشأن القضية التي رفعتها أوليفانت ضد سوكاميش من القبيلة الهندية عام 1978 ان المحاكم القبلية لا يسمح لها بالولاية القضائية على شخص غير هندي في قضية جنائية بشأن المحمية. ومن خلال إقرار قانون مكافحة العنف ضد المرأة لعام 2013 (فاوا 2013) الذي وقعه الرئيس باراك أوباما في 7 اذار 2013 تم تخويل المحاكم القبلية لممارسة سلطة خاصة فيما يخص القضايا الاجرامية المتعلقة بالعنف الاسري وغيرها من أشكال العنف الحديثة..
عموماَ هذا القانون الجديد ساري المفعول منذ 7 اذار 2015، كما ان «المشروع التجريبي» سمح لبعض القبائل بالبدء في ممارسة اختصاص خاص بالأمور الجنائية القضائية ابتداء من 20 فبراير 2014 بحيث تم اختيار ثلاثة قبائل لهذا المشروع التجريبي: القبائل الكونفدرالية لمحمية اوماتيلا الهندية (اوريغون) وقبيلة باسكوا ياكوي (أريزونا) وقبائل تولاليب في واشنطن.

## اللغات
القبائل تتحدث اللغة الإنجليزية بالإضافة إلى لغة لوشوتسيد (Lushootseed) لغة ساليش الوسطى، اللغة المكتوبة لديهم هي بالكتابة اللاتينية بالإضافة إلى أنه تم نشر قاموس وقواعد اللغة لهذه القبائل.

## النمو الاقتصادي
قبائل تولاليب تملك وتستثمر في العديد من المشاريع ومنها: تولاليب بنغو، كويل سيدا ديلي، كازينو تولاليب، زوارق الكرفس، مقهى الأرز، بوفيه النسور، مطعم خليج تولاليب، رحلات الشرق، كازينو منتجع تولاليب، كويل سيدا كريك ملهى ليلي وكازينو، كيو برغر، جميع هذه الانشطة موجودة في تولاليب واشنطن، ومع عائدات الكازينوهات الناجحة عملت القبائل على استثمار وتطوير شركات أخرى لتنويع اقتصادها.
وقد بدأت قبائل تولاليب العمل أكثر في السياسة المحلية وعلى نطاق الدولة، وفي بعض الأحيان تتحالف مع القبائل الأمريكية الأصلية الأخرى في الدولة.

## المناسبات
تحتفل القبائل في العديد من الأحداث السنوية، ومنها الاحتفال بتوقيع معاهدة اليوت نقطة في 22 كانون الثاني 1855, وحفل الملك سالمون الأول، حيث يحتفل الصيادون بصيد أول سلمون الملك من الموسم. رقصات الشتاء للاحتفال بالنجاح الباهر للمحاربين القدامى وذلك في عطلة نهاية الأسبوع الأولى من كل شهر في يونيو.

## أنظر أيضا
- ديبورا باركر